# Renault Type U
La Renault Type U est un modèle d'automobile du constructeur automobile Renault de 1904.

## U (a)

### Historique
Le Type U (a) prend la suite des types N (c) et Q.
Une version allongée (U(e)) existe. 

## U (b et c)

### Historique
Le Type U (b et c) est le premier modèle Renault avec le radiateur placé transversalement derrière le moteur. Cela permet de redessiner le capot, qui conservera la même apparence jusqu'en 1930.
Une version allongée (U(d)) existe. 